# Hardball (serie televisiva 1994)
Hardball  è una serie televisiva statunitense in 9 episodi trasmessi per la prima volta nel corso di una sola stagione nel 1994. È una sitcom sportiva incentrata sulle vicende di una squadra di baseball.

## Trama
I Pioneers sono una squadra di baseball di proprietà della irascibile Mitzi Balzer che partecipa alla American League. Tra i giocatori vi sono il veterano lanciatore Dave Logan, il ricevitore in sovrappeso Mike Widmer, il team manager Ernest 'Happy' Talbot, l'addetta stampa Lee Emory. Hardball è la mascotte della squadra.

## Personaggi e interpreti
- Dave Logan (9 episodi, 1994), interpretato da Bruce Greenwood.
- Mike Widmer (9 episodi, 1994), interpretato da Mike Starr.
- Lee Emory (9 episodi, 1994), interpretata da Alexandra Wentworth.
- Ernest 'Happy' Talbot (9 episodi, 1994), interpretato da Dann Florek.
- Frank Valente (9 episodi, 1994), interpretato da Joe Rogan.
- Arnold Nixon (9 episodi, 1994), interpretato da Phill Lewis.
- Brad Coolidge (9 episodi, 1994), interpretato da Steve Hytner.
- Lloyd LaCombe (9 episodi, 1994), interpretato da Chris Browning.
- Mitzi Balzer (9 episodi, 1994), interpretata da Rose Marie.
- Annunciatore (5 episodi, 1994), interpretato da Dave Sebastian Williams.
- Reporter (3 episodi, 1994), interpretato da Christopher Darga.
- Heckler (3 episodi, 1994), interpretato da Frank Medrano.
- Palmer (2 episodi, 1994), interpretato da Christopher B. Duncan.
- Umpire (2 episodi, 1994), interpretato da Paul Eisenhauer.

## Produzione
La serie, ideata da Kevin Curran e Jeff Martin, fu prodotta da Touchstone Television Le musiche furono composte da Jonathan Wolff.

### Registi
Tra i registi sono accreditati:
- Peter Baldwin
- Gerry Cohen

### Sceneggiatori
Tra gli sceneggiatori sono accreditati:
- Jeff Martin in 9 episodi (1994)
- Bill Freiberger in 2 episodi (1994)
- Kevin Curran in un episodio (1994)

## Distribuzione
La serie fu trasmessa negli Stati Uniti dal 4 settembre 1994 al 23 ottobre 1994 sulla rete televisiva Fox.In Italia è stata trasmessa con il titolo Hardball. È stata distribuita anche in Svezia dal 1 luglio 1997.

## Episodi
| Stagione       | Episodi | Prima TV USA |
| -------------- | ------- | ------------ |
| Prima stagione | 9       | 1994         |